# ディオニュシオス2世

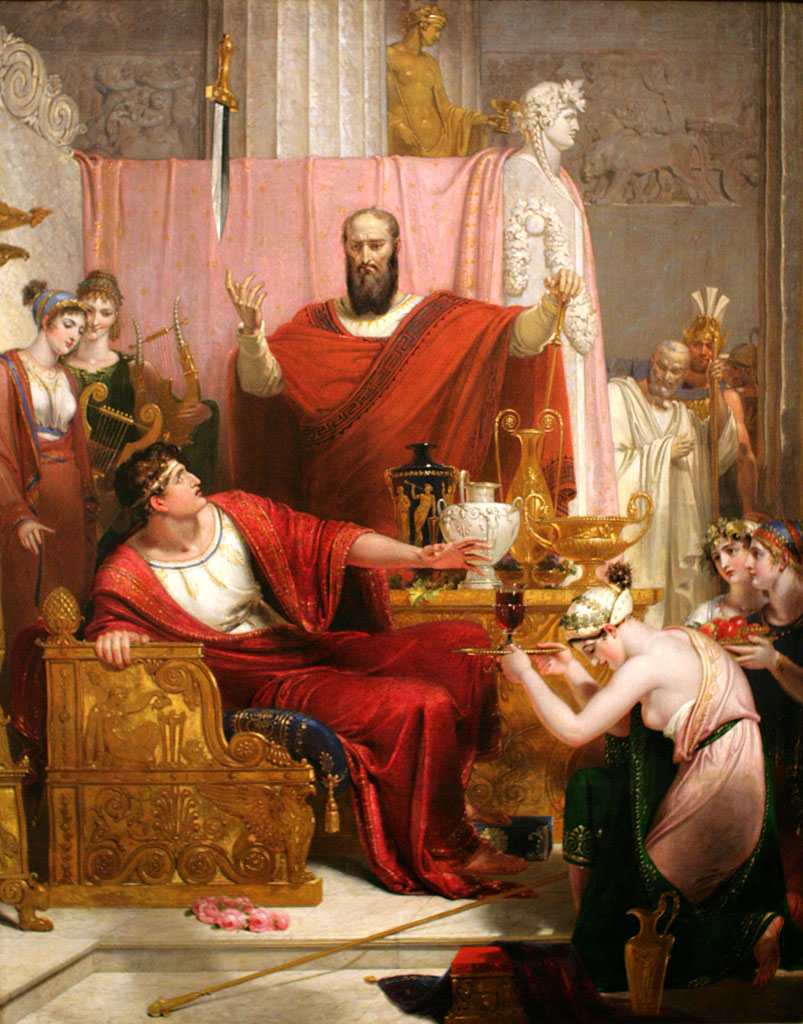
リチャード・ウェストール『ダモクレスの剣』／1812年の油彩画。イングランド。
贅を尽くした饗宴の中、誰もが羨むと思われる玉座に腰掛けるよう当世の僭主ディオニュシオス2世（中央）から勧められた若き臣下ダモクレス（中央左寄り）は、細い糸で吊るされた剣が玉座の真上にあることに気付き、僭主という立場にある者の免れ得ない怖れを理解する。

ディオニュシオス2世あるいは小ディオニュシオス（希: Διονύσιος ο Νεότερος、紀元前397年 – 紀元前343年）は、古代ギリシア植民都市シュラクサイ（現・シラクサ）の僭主。父親である僭主ディオニュシオス1世の後を継ぎ、紀元前367年から紀元前357年にかけて、また、紀元前346年から紀元前344年にかけて、シュラクサイを支配した。
シュラクサイの国制改革を試みていたシュラクサイのディオンやプラトンとの関係でよく知られる。また、有名な故事「ダモクレスの剣」の主人公としても知られる。

## 生涯

### ディオンとの軋轢
父親ディオニュシオス1世の死去を受けて、紀元前367年にディオニュシオス2世が30歳足らずで即位すると、彼の近い親族であり、プラトンからその思想・哲学を伝授されていた当時40歳過ぎのディオンは、ディオニュシオス2世を哲人王に、また、シュラクサイを法治国家にするべく、画策を始めた。師であるプラトンをディオニュシオス2世の教師として招請し、当時60歳頃だったプラトンは自身2回目のシケリア旅行を決行する（紀元前367年-紀元前366年）。ディオンとプラトンは、ディオニュシオス2世の教育を試みるが、僭主周辺の流言飛語により、ディオンはやがて追放され、プラトンも城壁内に軟禁状態に置かれる。
シュラクサイとカルタゴの戦争に乗じて、帰国の合意をとりつけ、なんとかアテナイに帰還したプラトンだったが、5年ほど経ち、ディオニュシオス2世自身と、追放中のディオンの双方から、再度哲学教育を強く要請されたことで、66歳頃、3回目のシケリア旅行を決行する（紀元前361年-紀元前360年）。しかしディオンの財産処分に関する嘘をつかれて逗留を余儀なくされた挙句、敵視されて城外に追い出されるなど散々な目に遭い、アルキュタスの助けによって辛くもアテナイに帰国する。
こうしたディオニュシオス2世の様々な暴虐ぶりを聞いた追放中のディオンは、憤慨し、プラトンの制止や和解勧告も聞かず、紀元前357年に挙兵し、シュラクサイを占拠する。こうしてシュラクサイは内乱・混乱に陥っていく。
こうした経緯は、プラトンの『第七書簡』の他、ディオドロスの歴史書、コルネリウス・ネポスやプルタルコスの英雄伝でも詳しく述べられている。